# Tiszapalkonya
Tiszapalkonya je vas na Madžarskem, ki upravno spada pod podregijo Tiszaújvárosi Županije Borsod-Abaúj-Zemplén.